# Salvator Angelo Spano
Salvator Angelo Spano (Villacidro, 1925 - 2004) fou un polític, religiós i escriptor sard. Militant de la Democràcia Cristiana Italiana, ha estat regidor de Villacidro i a les eleccions regionals de Sardenya de 1969 fou escollit conseller regional. El 1972 fou nomenat President de Sardenya, càrrec des del qual va promoure diverses iniciatives socials.
El 1982 abandonà la política per a estudiar teologia i el 1991 fou nomenat diaca permanent del bisbe Antonino Orrù. Com a publicista, ha escrit Conosci la Sardegna - Note di storia e di attualità (1964) i Cercando l'amico - pagine di diario (1992). També ha escrit nombroses obres de teatre i contes en sard campidanès. Ha rebut el Premi Ozieri de teatre el 1977, de contes el 1981 i 1990 i de poesia el 1998.
També ha estat membre del Pen Club Sard i amb Giovanni Spano ha traduït de l'anglès al sard campidanès el Gitanjali (2001) de Rabindranath Tagore.

## Obres
- S'arropapaneri (1978), comèdia.
- Sa vid' 'e Gesu Cristu - sonetti (1981), poesies
- Su mauccheddu (1982), contes
- Su parenti americanu (1983), contes
- Perd' 'e sali - poesie (1987), poemes
- Ogu liau (Mal d'ull, 1990), narracions.
- Contus de bidda mia (Contes del meu país, 1995)
- You capire? (1997)
- Sa paxi mia (La meva pau, 1998), poemes.
- Brebeis (Ovella, 1998), contes, Premi Montanaru de Desulo
- Tzia Antonica (1999), narracions.
- Cantamus e faeddamus a Deus (1999), poesia religiosa
- Genti mia - racconti (2003).
- Che resta? (1998) en italià
- Pispisendu - poesie in sardo-campidanese (Xiuxiuejant, poesies en sard campidanès, 2004)
- Sa passioni e sa morti de Gesu Cristu (2004)